# 陸軍歩兵学校

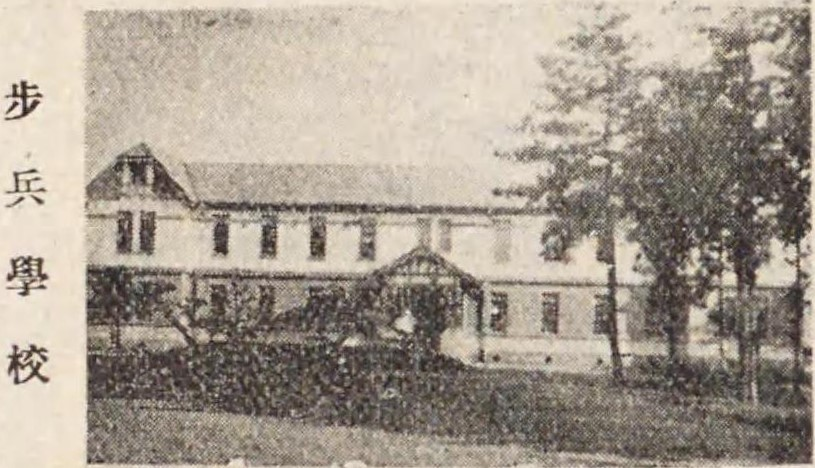
陸軍歩兵学校（1925年（大正14年）頃）

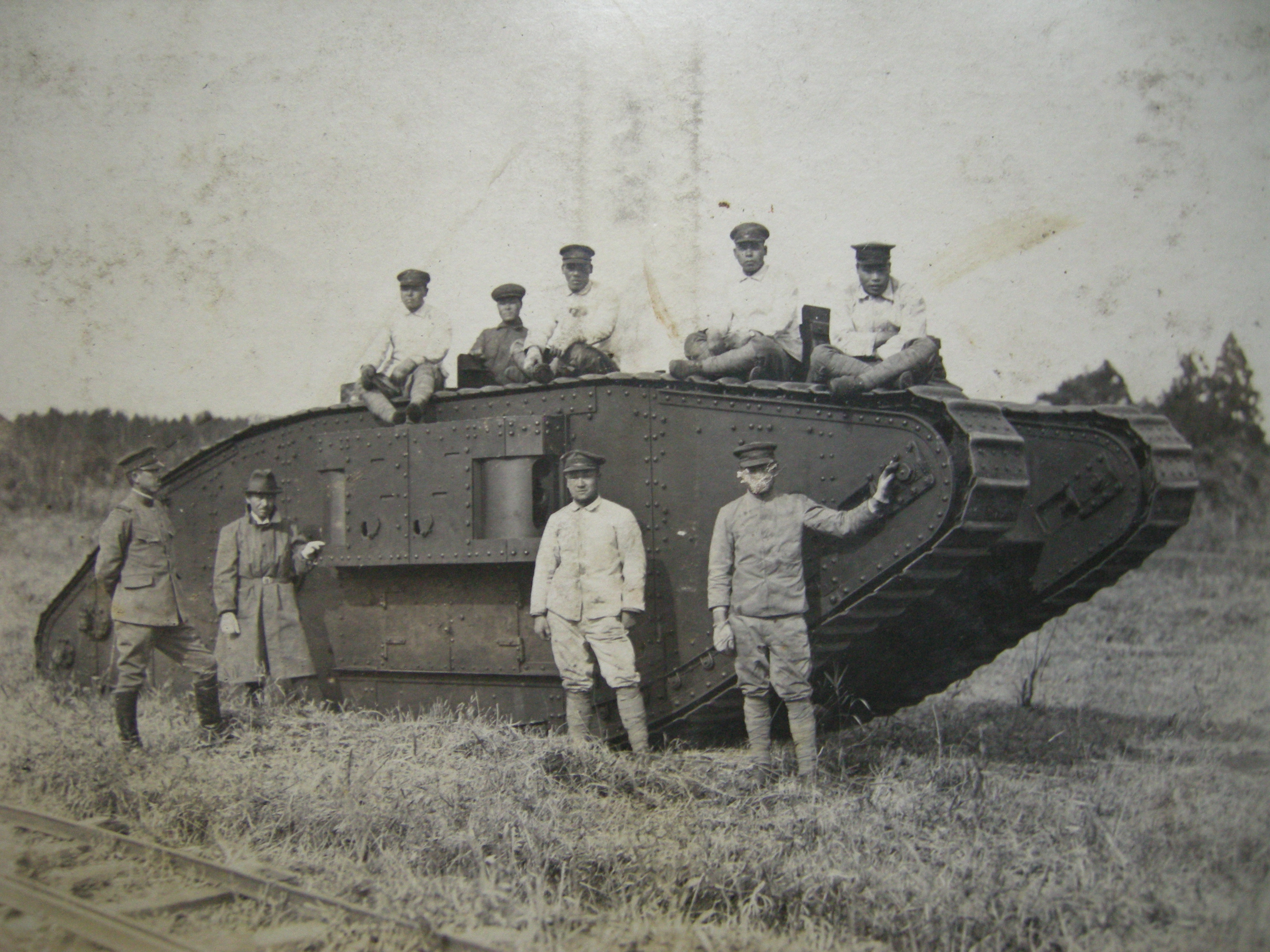
陸軍歩兵学校におけるMk.IV戦車の試車風景

陸軍歩兵学校（りくぐんほへいがっこう）とは、現在の千葉市稲毛区天台にあった日本陸軍の教育機関のひとつである。

## 概要
陸軍歩兵学校は1912年（大正元年）9月、陸軍戸山学校内に創設され、同年11月、都賀村作草部（現・天台）に移転した。歩兵の実施学校としてもっぱら歩兵戦闘法及研究とその普及に任じ軍練成上きわめて重要な使命を遂行する陸軍の教育機関だった。通称は歩兵学校（ほへいがっこう）である。 同学校の敷地は現在、作草部公園や天台駅などがある。

## 所在地

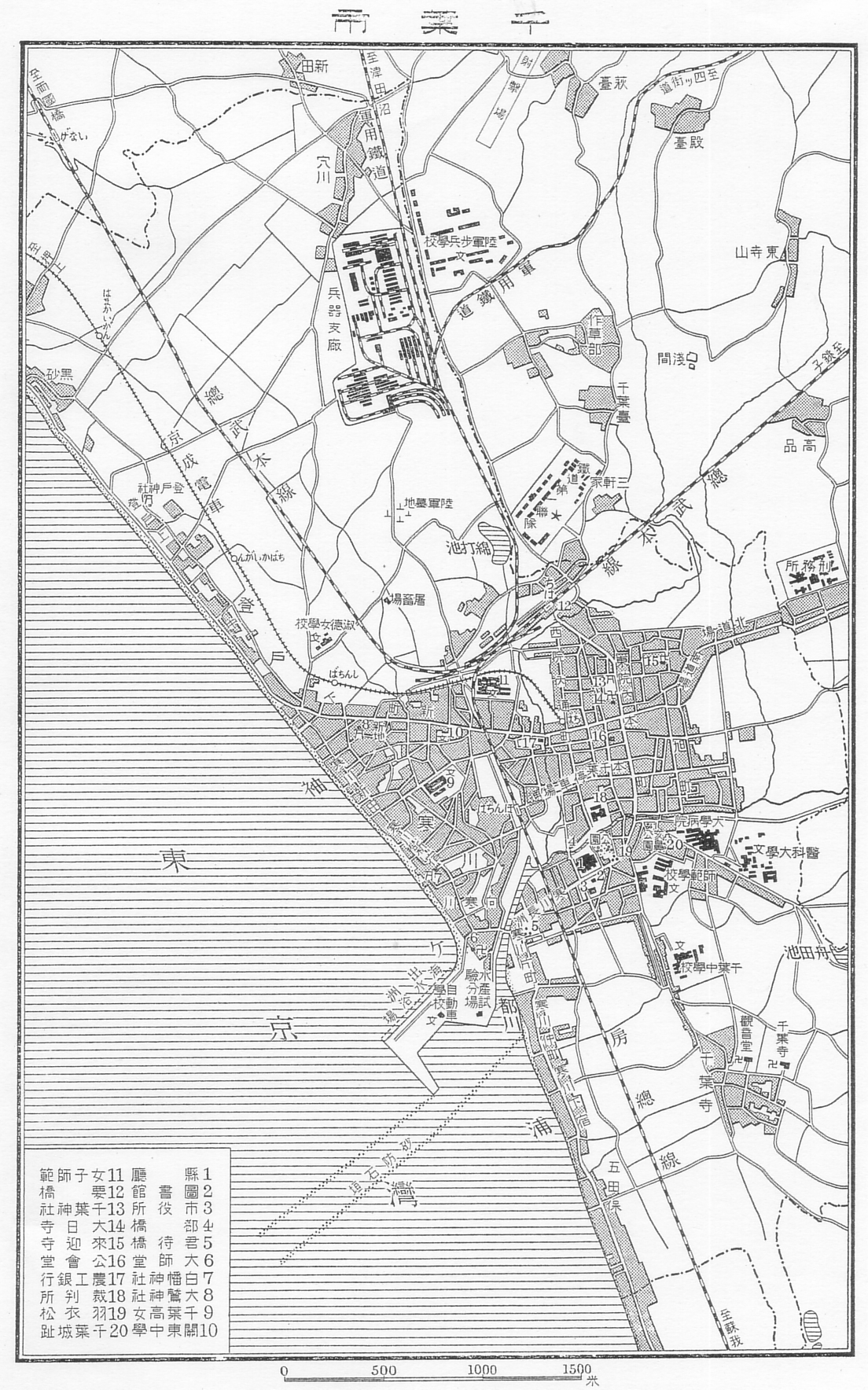
1930年頃（昭和初頭）の千葉市周辺の地図。陸軍步兵學校は地図中央上部。同校は軍用鐵道を挟んで兵器支廠の向かい側に位置した。なお、軍用鐵道の分岐の近くには鐵道第一聯隊が置かれていた。

- 千葉県千葉郡都賀村作草部（現・千葉市稲毛区天台1丁目）

※跡地は国鉄に払い下げられて社宅となった他、一部が法務省に払い下げられて千葉法務少年支援センター、また千葉市に払い下げられた部分は作草部公園となった。2025年現在もJR東日本の子会社がショッピングセンター『skip天台』を運営している。
※千葉都市モノレール2号線天台駅下車徒歩1分
※JR総武快速線稲毛駅から京成バス稲103系統で「天台駅」下車徒歩1分

## 沿革
- 1912年（大正元年）
  - 9月1日 - 東京市牛込区下戸塚町、陸軍戸山学校内に設置[1]。
  - 11月24日 - 千葉県千葉郡都賀村作草部に移転[2]。
- 1937年（昭和12年）2月 都賀村が千葉市に編入合併され、当校は千葉市内となる。
- 1945年（昭和20年）8月 終戦を迎え解散

## 歴代校長
- 大庭二郎 少将：1912年9月1日 - 1913年3月29日
- 山田隆一 少将：1913年3月29日 - 1915年6月4日
- 河村正彦 少将：1915年6月4日 - 8月10日（未赴任）
- 宇垣一成 少将：1915年8月10日 - 1916年3月24日
- 児島惣次郎 少将：1916年3月24日 - 1917年8月6日
- 西川虎次郎 中将：1917年8月6日 - 1918年7月24日
- 河村正彦 中将：1918年7月24日 -
- 村岡長太郎 少将：1921年1月6日 - 1923年8月6日
- 渡辺寿 少将：1923年8月6日 -
- 永井来 少将：1924年1月9日 -
- 林弥三吉 中将：1927年7月26日 -
- 山本鶴一 中将：1928年8月10日 -
- 原田敬一 少将：1930年8月1日 -
- 大谷一男 中将：1932年4月11日 -
- 香月清司 中将：1933年3月18日 -
- 松浦淳六郎 中将：1935年3月15日 -
- 園部和一郎 少将：1935年12月2日 -
- 藤田進 少将：1936年3月7日 -
- 三宅俊雄 中将：1937年8月2日 - 1938年6月25日
- 国崎登 少将：1938年7月15日 -
- 本多政材 少将：1939年8月1日 -
- 坂西一良 少将：1939年12月1日 -
- 小林浅三郎 少将：1940年12月2日 -
- 中永太郎 少将：1941年7月7日 -
- 末藤知文 少将：1942年12月1日 -
- 欠：1944年7月8日 -
- 矢野機 予備中将：1944年10月2日 - 1945年8月30日
- 藤塚止戈夫 中将：1945年9月 - 1945年11月[3]